# 12月の雨の日/はいからはくち
「12月の雨の日 / はいからはくち」（じゅうにがつのあめのひ / はいからはくち）は、1971年4月1日に発売されたはっぴいえんど通算1作目のシングル。

## 背景
「12月の雨の日」は『はっぴいえんど』、「はいからはくち」は『風街ろまん』それぞれのアルバム収録曲。どちらもアルバムとはテイク違いのシングル・ヴァージョンで、1974年発売のベスト・アルバム『SINGLES』と2004年発売のボックス・セット『はっぴいえんどBOX』に収録されたほか、「12月の雨の日」は、2013年に発売された大滝詠一のオールタイム・ベスト『Best Always』にも収録された。「12月の雨の日」は新録で、アルバム・ヴァージョンの4チャンネル録音と違ってこちらは8チャンネル録音。「はいからはくち」は新曲で、こちらがオリジナル・ヴァージョン。大滝のソロ・アルバム『大瀧詠一』収録曲「ウララカ」の原型。本作は、キングからの初リリース。その後、同年11月のアルバム『風街ろまん』はURCから発売されたので、シングルとアルバムが異なる会社から出るという変則となった。
はっぴいえんどが在籍していたURCレコードは原盤制作会社でもあり、岡林信康のシングル盤は原盤供給という形でビクターから発売されていた。1970年の『第2回中津川フォークジャンボリー』 のライブ盤供給を受けたキングの担当者だった三浦光紀が、はっぴいえんどの原盤供給も受けたいということで、「12月の雨の日 / はいからはくち」のキングからのシングル発売が決定した。普通の原盤供給ならば、同じ音源を使用するのが通例だが、グループの意向で、どうせ出すなら“シングル・ヴァージョン”を再録しようということになった。しかし、このような前例がないことから、その制作費をどこが持つのかという問題が起き、原盤及び販売会社が困ってしまったという。さらに悪いことに、一度録音した音源を惜しげもなくボツにして、また録音し直したいというグループのわがままから、制作費の高騰という問題も発生した。そこでキング・スタジオが提供されることになり、キングはシングル発売にこぎつけたという。

## 録音、制作
シングル・ヴァージョンの「12月の雨の日」と「はいからはくち」は、アルバムとは別に2回レコーディングが行われている。
| 日付          | スタジオ         | 曲名           | ミキサー | トラック  | 備考                                                                  |
| ------------- | ---------------- | -------------- | -------- | --------- | --------------------------------------------------------------------- |
| 1970年12月3日 | アオイ・スタジオ | 12月の雨の日   | 吉田保   | 4トラック | ボックス・セット『はっぴいえんどBOX』に収録                           |
| 1970年12月3日 | アオイ・スタジオ | はいからはくち | 吉田保   | 4トラック | ベスト・アルバム『CITY』、ボックス・セット『はっぴいえんどBOX』に収録 |
| 1971年2月3日  | キング・スタジオ | 12月の雨の日   | 山崎聖次 | 8トラック | - シングル発売 - ボックス・セット『はっぴいえんどBOX』に収録          |
| 1971年2月28日 | キング・スタジオ | はいからはくち | 山崎聖次 | 8トラック | - シングル発売 - ボックス・セット『はっぴいえんどBOX』に収録          |

### 12月の雨の日
シングル・ヴァージョンのレコーディングには、ジョージ・ハリスン「マイ・スウィート・ロード」 を聴いた大滝詠一が、この曲でプロデュースを手掛けたフィル・スペクターと“再会”したことが大きく関係している。大滝によれば「アルバム・ヴァージョンではアコースティック・ギターは1本なんだよ。<マイ・スウィート・ロード>はギターが何本か入ってたよね。そこでシングル・ヴァージョンを録る時に小倉エージもかんでいて、これがいいね、という話になって、超盛り上がったんだよ。2回重ねよう、いや4回重ねようと。嬉しかったなぁ、あそこから始まってるんだよなぁ」 という。さらに、「<12月>は空いたチャンネルに12弦ギターを山のようにダビングした。一人スペクター・サウンド。山崎さんと録音したキングのほうはロー・カットしている。タモやん（吉田保）と一緒にアオイでした録音のほうが、ギターは重ねてないけれどスペクターっぽい。というか『ロンバケ』っぽいんだ、エコーの使い方が。ちゃんとマスタリングしたら同じような音にできそうな気がする」 とも話していた。後に小倉は『レコード・コレクターズ』2014年3月号にて「<12月の雨の日>の再収録時には、制作を主導する大滝がいた。同曲収録時でのジョージ・ハリスンの<マイ・スウィート・ロード>との出会いがフィル・スペクターの存在、自身の音楽的背景への再認識や追求の発端となり、自身のソロ活動に反映され、“ナイアガラ”でのシリーズ作や『ロング・バケイション』に連なる。再収録作の<12月の雨の日>こそは、大滝詠一としての旅立ちの始まりだった」 と記している。また、この曲は1973年9月21日、文京公会堂にて行われたラスト・ライブ“CITY -LAST TIME AROUND-”と1985年6月15日に国立競技場で行われたイベント“ALL TOGETHER NOW”での再結成ライブの両方ともにキーを半音上げて演奏され、それぞれ『ライブ!! はっぴいえんど』 と『THE HAPPY END』 の2枚のライブ・アルバムに収録された。

### はいからはくち
「はいからはくち」は、モビー・グレープ「オマハ」からの影響が濃厚な作品。松本隆が大滝に歌詞を渡したのが1970年8月27日、日比谷野音で行われていた“10円コンサート”の会場だった。タイトルは“ハイカラ白痴”と“肺から吐く血”のダブル・ミーニングで、さらに白痴と博士もひっかけた上でのひらがな表記になっている。シングル・ヴァージョンは、『風街ろまん』収録のアルバム・ヴァージョンより3か月ほど前に録音された。「いらいら」「颱風」と並んで、大滝の初期ノヴェルティ作品に位置づけられる。演奏は3種類に分類され、一つはいちばん古いスタイルのシャッフル版で、小坂忠がコーラスで参加した別テイク、山崎聖次がエンジニアを務めたシングル・ヴァージョンがこれにあたる。もう一つがアルバム版。シャッフル版のヴァリエーションともいえるが、曲構成は明らかに異なっている。1972年以降は大滝詠一「ウララカ」と等しい構成で演奏されるケースが出てくる。フィル・スペクター制作の「ダ・ドゥ・ロン・ロン」 を“起源”とすることから「ダ・ドゥ・ロン・ロン」版と言われている。

## リリース
アナログ・シングルの復刻盤が2000年リリースの『ベルウッド 7インチボックス』に収められたほか、2017年には“ベルウッド・レコード設立45周年記念、7インチ復刻シリーズ（第三弾）”として限定盤にてリリースされた。なお、発売を記念してディスクユニオンでは、全9タイトル購入特典として7インチ収納BOXがプレゼントされた。

## アートワーク、パッケージ
歌詞カードは見開き仕様で、表面はイラストとメンバーの写真による2種類の異なるジャケット。裏面には歌詞のほか、メンバー紹介を含む記述“心やさしい若者達「はっぴいえんど」”が掲載されている。なお、歌詞カード表面および、レコード・レーベルには“12月の雨の日”とあるが、歌詞カード裏面には“十二月の雨の日”と記されている。

## 収録曲
- 全曲 作詞：松本隆、作曲：大滝詠一
- ©1971 アート音楽出版制作

### SIDE A
1. 12月の雨の日（3分19秒）

### SIDE B
1. はいからはくち（2分18秒）

## リリース日一覧
| 地域 | タイトル                      | リリース日    | レーベル                           | 規格               | カタログ番号 | 備考 |
| ---- | ----------------------------- | ------------- | ---------------------------------- | ------------------ | ------------ | --- |
| 日本 | 12月の雨の日 / はいからはくち | 1971年4月1日  | KING                               | 7"シングルレコード | BS-1366      | |
| 日本 | 12月の雨の日 / はいからはくち | 2000年3月18日 | Miracle Music ⁄ ULTRA DISTRIBUTION | 7"シングルレコード | MM-7001~10   | 『ベルウッド 7インチボックス』の一枚。レーベルはキングのものが使われているが、レコード袋はベルウッドのものとなっている。 |
| 日本 | 12月の雨の日 / はいからはくち | 2017年9月6日  | FUJI                               | 7"シングルレコード | FJEP1007     | ベルウッド・レコード設立45周年記念 7インチ復刻シリーズ（第三弾）の一枚。                                                 |